# اچ‌ام‌اس لوسی (کی۳۰۳)
اچ‌ام‌اس لوسی (کی۳۰۳) (به انگلیسی: HMS Lossie (K303)) یک کشتی است که طول آن ۲۸۳ فوت (۸۶٫۲۶ متر) می‌باشد. این کشتی در سال ۱۹۴۳ ساخته شد.